# Bazinul Fizeșului
Bazinul Fizeșului este o zonă protejată (arie de protecție specială avifaunistică - SPA) situată în Transilvania, pe teritoriul județului Cluj.

## Localizare
Aria naturală se află în partea central-estică a județului Cluj, pe teritoriile administrative ale comunelor Fizeșu Gherlii, Geaca, Sic și Țaga și pe cel al orașului Gherla. Situl este străbătut de drumul județean DJ109C, care leagă municipiul Gherla de satul Geaca.

## Descriere
„Bazinul Fizeșului” a fost declarat arie de protecție specială avifaunistică prin Hotărârea  de Guvern nr. 1284 din 24 octombrie 2007 (privind declararea ariilor de protecție specială avifaunistică ca parte integrantă a rețelei ecologice europene Natura 2000 în România) și se întinde pe o suprafață de 1.649,5 hectare. 
Situl include rezervațiile naturale: Lacul Știucilor (lac populat cu știucă, un pește ce aparține subspeciei teleosteanilor), Stufărișurile de la Sic (zonă umedă alcătuită din mlaștini, iazuri și luciu de apă, cu vegetație de stuf și papură) și Valea Legiilor.
Aria protejată aflată în bazinul râului Fizeș (afluent de dreapta al Someșului Mic) și încadrată în bioregiunea geografică continentală a Câmpiei Transilvaniei (subunitate geomorfologică a Depresiunii colinare a Transilvaniei), reprezintă o zonă naturală (râuri, lacuri, mlaștini, turbării, pășuni, terenuri arabile și culturi,  păduri de foioase și păduri în tranziție) ce asigură condiții de hrană, cuibărit și viețuire pentru mai multe specii de păsări migratoare, de pasaj sau sedentare.

## Biodiversitate
Situl prezintă o arie naturală cu nouă tipuri de habitate (Păduri dacice de stejar și carpen, Tufărișuri subcontinentale peri-panonice, Pajiști stepice subpanonice, Pajiști și mlaștini sărăturate panonice și ponto-sarmatice, Pajiști de altitudine joasă (Alopecurus pratensis, Sanguisorba officinalis), Lacuri eutrofe naturale cu vegetație tip Magnopotamion sau Hydrocharition, Comunități de lizieră cu ierburi înalte higrofile de la nivelul câmpiilor, până la cel montan și alpin, Vegetație forestieră panonică cu Quercus pubescens și Vegetație de silvostepă eurosiberiană cu Quercus spp.) ce adăpostesc și conservă o gamă floristică și faunistică diversă, exprimată atât la nivel de specii cât și la nivel de ecosisteme terestre.

### Faună
La baza desemnării sitului se află câteva specii avifaunistice enumerate în anexa I-a a Directivei Consiliului European 147/CE din 30 noiembrie 2009 (privind conservarea păsărilor sălbatice), unele aflate pe lista roșie a IUCN.

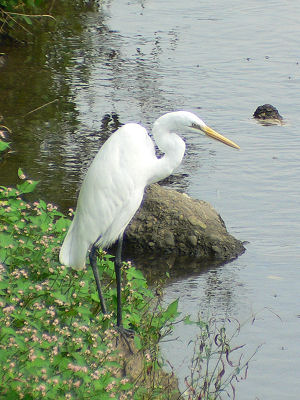
Egretă mare (Egretta alba)

Păsări semnalate în arealul sitului: acvilă-țipătoare-mică (Aquila pomarina), pescăruș albastru (Alcedo atthis), fâsă-de-câmp (Anthus campestris), rață roșie (Aythya nyroca), buhai de baltă (Botaurus stellaris), caprimulgul (Caprimulgus europaeus), chirighiță neagră (Chlidonias niger)), chirighiță-cu-obraz-alb (Chlidonias hybridus, barză albă (Ciconia ciconia), erete de stuf (Circus aeruginosus), șerpar (Circaetus gallicus), erete de stuf (Circus aeruginosus), erete vânăt (Circus cyaneus), erete cenușiu (Circus pygargus), porumbel de scorbură (Columba oenas), cristei de câmp (Crex crex), ciocănitoare de stejar (Dendrocopos medius), ciocănitoare neagră (Dryocopus martius), ciocănitoarea de grădină (Dendrocopos syriacus), egretă mică (Egretta garzetta), egretă mare (Egretta alba), șoim-de-iarnă (Falco columbarius), cufundar mic (Gavia stellata), cufundar polar (Gavia arctica), stârcul pitic (Ixobrychus minutus), sfrâncioc roșiatic (Lanius collurio), sfrânciocul cu frunte neagră (Lanius minor), pescăruș mic (Larus minutus), ciocârlie-de-pădure (Lullula arborea), gușă albastră (Luscinia svecica), stârc de noapte (Nycticorax nycticorax), viespar (Pernis apivorus), bătăuș (Philomachus pugnax), cresteț creț (Porzana parva), ciocănitoarea verzuie (Picus canus), cresteț cenușiu (Porzana parva), cresteț pestriț (Porzana porzana), chiră de baltă (Sterna hirundo), huhurezul mare (Strix uralensis) sau fluierar de mlaștină (Tringa glareola).
Mamifere cu specii protejate prin Directiva Consiliului European 92/43/CE din 21 mai 1992 (privind conservarea habitatelor naturale și a speciilor de faună și floră sălbatică) sau aflate pe lista roșie a IUCN: cerb (Cervus elaohus), căprioară (Capreolus capreolus), lup cenușiu (Canis lupus), râs eurasiatic (Lynx lynx), mistreț (Sus scrofa), vulpe (Vulpes vulpes), hârciog (Cricetus cricetus), dihor (Mustela putorius), iepure de câmp (Lepus europaeus); 
Reptile și amfibieni: șarpele de alun (Coronella austriaca), șarpele de apă (Natrix tessellata), năpârcă (Anguis fragilis), șopârlă de câmp (Lacerta agilis), gușter (Lacerta viridis), broască râioasă verde (Bufo viridis), brotac verde de copac (Hyla arborea), broască râioasă (Bufo bufo), broasca-roșie-de-pădure (Rana dalmatina), broasca-roșie-de-munte (Rana temporaria), broasca mare de lac (Rana ridibunda), salamandra de foc (Salamandra salamandra);
Pești din speciile: caracudă (Carassius carassius), babușcă (Rutilus rutilus), somn (Silurus glanis), biban european (Perca fluviatilis), roșioară (Scardinius erythrophthalmus) sau șalău (Sander lucioperca).

### Floră
Flora sitului este una diversă și alcătuită din arbori și arbusti cu specii de: stejar (Quercus robur), gorun (Quercus petraea), carpen (Carpinus betulus), cer (Quercus cerris), plantații cu pin roșu și pin negru, arin (Alnus glutinosa), răchită (Salix alba), zălog (Salix cinerea), porumbar (Prunus spinosa), păducel (Crataegus monogyna).
Stratul ierbos are în componență rarități floristice protejate prin aceeași Directivă CE 92/43/CE din 21 mai 1992; printre care: joldeală (Serratula wolffii), astragalus (Astragalus exscapus), zăvăcustă (Astragalus dasyanthus), ghiocei (Galanthus nivalis), stânjenei (Iris pontica) sau iarba "Sfintei Mării" (Hierochloe australis). 

## Căi de acces
- Drumul național DN1C pe ruta: Cluj Napoca - Răscruci - Iclod - Livada - Gherla - drumul județean DJ109C în direcția:  Fizeșu Gherlii - Sântioana - Țaga.

## Monumente și atracții turistice

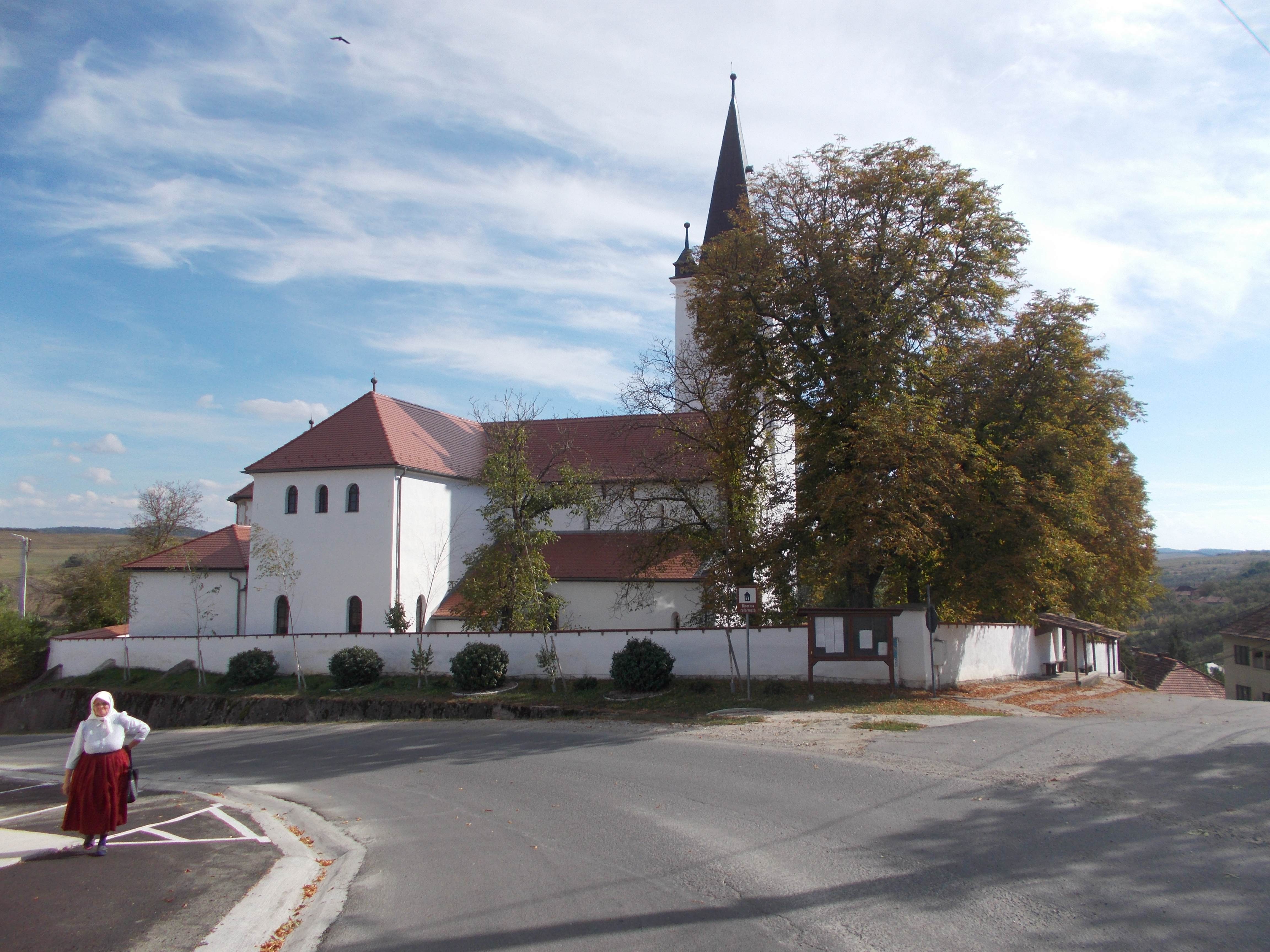
Biserica reformat-calvină din Sic

În vecinătatea sitului se află câteva obiective de interes istoric, cultural și turistic; astfel:
- Biserica reformat-calvină (inițial romano-catolică) din Sic, construcție secolul al XIII-lea, monument istoric.
- Biserica mănăstirii franciscane (Biserica Romano-Catolică) din Sic, construcție 1758-1795, monument istoric.
- Biserica de lemn „Sfânta Paraschiva” din Lacu, construcție 1771, monument istoric.
- Biserica "Sf. Arhangheli Mihail și Gavriil" din Sic (construcție 1731), monument istoric.
- Biserica reformată-ralvină din Fizeșu Gherlii cu tavan casetat (pictat în 1752), construcție secolul al XVII-lea, monument istoric.
- Mănăstirea Nicula și Biserica de lemn din Gostila aflată în incinta mănăstirii.
- Biserica și mănăstirea franciscană din Gherla construită în stil baroc în secolul al XVIII-lea, monument istoric.
- Biserica armeano-catolică „Șimaian” din Gherla, construcție 1723-1724, monument istoric.
- Biserica de lemn "Sf. Ioan Gură de Aur" din Sic, construcție 1707, monument istoric.
- Catedrala armeano-catolică „Sfânta Treime” din Gherla, construcție 1804, monument istoric.
- Castelul Béldy din Geaca, construcție 1880, monument istoric.
- Castrul roman de la Gherla.
- Cetatea Gherla, construcție 1540, monument istoric.
- Castelul Wass de la Țaga (sau Castelul în alb și negru), construcție 1789, monument istoric.
- Pădurea Ciuașului (rezervație naturală de tip avifaunistic, forestier și floristic), zonă împădurită (în versantul nordic al dealului Ciuașu, în apropiere de Lacul Țaga) ce adăpostește și protejează o gamă floristică diversă și asigură condiții de hrană și cuibărit mai multor specii de păsări migratoare.
- Stufărișurile de la Sic (arie protejată)